# Lionel Robbins
Pour les articles homonymes, voir Robbins.
Lionel Robbins, (ou Lord Robbins) né le 22 novembre 1898 à Sipson dans le Middlesex et mort le 15 mai 1984 à Londres, est un professeur d'université britannique qui joue un rôle clé au département d'économie de la London School of Economics (LSE) de 1929 à 1961, date à laquelle il devient directeur au Financial Times. Il eut également des fonctions de direction à la LSE pendant la période charnière de 1968-1973 et a été fait baron Robbins de Clare Market en 1959.

## Biographie
Lionel Robbins est un pur produit de la London School of Economics où il entre au début des années 1920 comme étudiant, et où il donne ses derniers cours au début des années 1980.
Étudiant, deux professeurs de cette institution le marquent : Edwin Cannan professeur d'économie politique et Graham Wallas responsable du département politique.
C'est dans les années 1930 que sa renommée est la plus grande, même s'il reste toute sa vie une figure importante du monde économique. Il devient alors directeur du département d'économie de l'université, qu'il complète en faisant venir des économistes renommés comme Friedrich Hayek en 1931. Ils seront tous les deux très proches, même si Robbins se rapproche des idées keynésiennes pendant la guerre.
De nos jours, il est surtout connu pour sa définition de la science économique : « L'économie est la science qui étudie le comportement humain en tant que relation entre des fins et des moyens rares susceptibles d'être utilisés différemment. »
Il est membre fondateur de la Société du Mont Pèlerin en 1947.

## Œuvres
- "Principles Of Economics", 1923, "Economics"
- "Dynamics of Capitalism", 1926, Economica.
- "The Optimum Theory of Population", 1927, in Gregory and Dalton, editors, London Essays in Economics.
- "The Representative Firm", 1928, EJ.
- "On a Certain Ambiguity in the Conception of Stationary Equilibrium", 1930, EJ.
- Essay on the Nature and Significance of Economic Science, 1932. download
- "Remarks on the Relationship between Economics and Psychology", 1934, Manchester School.
- "Remarks on Some Aspects of the Theory of Costs", 1934, EJ.
- The Great Depression, 1934. Scroll to chapter-preview links.
- "The Place of Jevons in the History of Economic Thought", 1936, Manchester School.
- Economic Planning and International Order, 1937. Macmillan, London.
- "Interpersonal Comparisons of Utility: A Comment", 1938, EJ.
- The Economic Causes of War, 1939. download
- "Economic Aspects of Federation" in M. Channing-Pearce (ed.) Federal Union : A Symposium Londres 1940
- The Economic Problem in Peace and War, 1947.
- The Theory of Economic Policy in English Classical Political Economy, 1952.
- Robert Torrens and the Evolution of Classical Economics, 1958.
- Politics and Economics, 1963.
- The University in the Modern World, 1966.
- The Theory of Economic Development in the History of Economic Thought, 1968.
- Jacob Viner: A tribute, 1970.
- The Evolution of Modern Economic Theory, 1970.
- Autobiography of an Economist, 1971.
- Political Economy, Past and Present, 1976.
- Against Inflation, 1979.
- Higher Education Revisited, 1980.
- "Economics and Political Economy", 1981, AER.
- A History of Economic Thought: the LSE Lectures, edited by Warren J. Samuels and Steven G. Medema, 1998.  Scroll to chapter-preview links.